# Национальный праздник Квебека

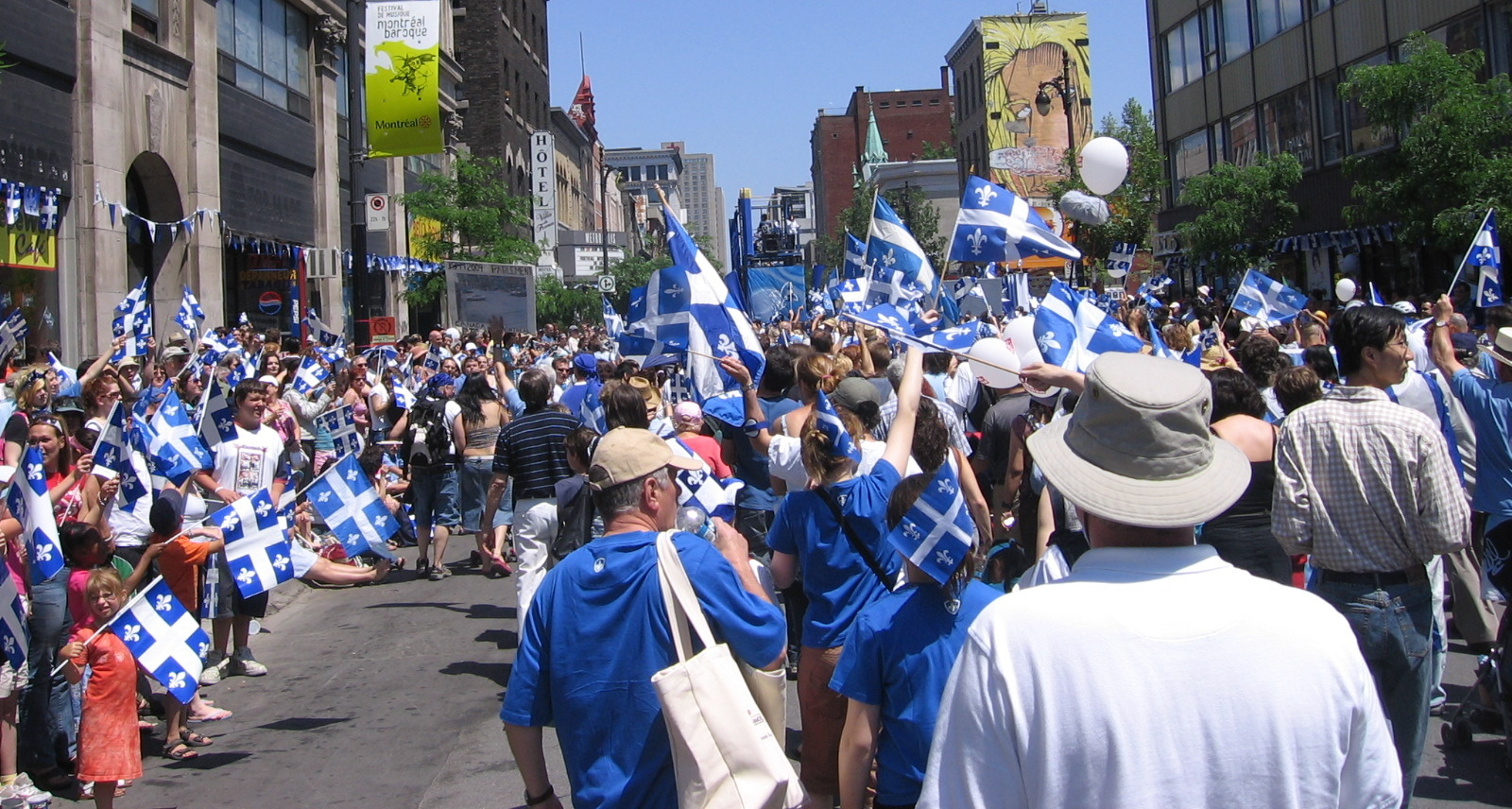
Празднование в Монреале в 2006 году

Национальный праздник Квебека (фр. La Fête nationale du Québec), отмечается ежегодно 24 июня, в день религиозного праздника Иоанна Крестителя жителями Квебека — франко-канадцами под названием День франко-канадской культуры.
В Квебеке Национальный день является официальным праздником согласно Закону о соблюдении трудовых стандартов. Праздничные мероприятия начинаются 23 июня и продолжаются 24 июня. С 1978 г. праздник финансируется властями провинции, его организацией занимается Национальный оргкомитет (Comité organisateur de la fête nationale).

## Происхождение
Праздник Рождества Иоанна Крестителя, наступавший сразу после Летнего солнцестояния, был весьма популярен во времена «Старого порядка» (то есть дореволюционной монархии) во Франции, и до сих пор отмечается как религиозный праздник во многих странах с преобладанием католических и протестантских традиций — таких, как Дания, Норвегия, Швеция, Финляндия, Эстония, Латвия и Литва.
Традиция пришла и в Канаду вместе с первыми французскими колонистами. По сообщению иезуитов, первые торжества произошли на берегах реки Святого Лаврентия вечером 23 июня 1636 г., когда торжественно зажгли костёр и совершили пять залпов из орудий.

## День Иоанна Крестителя

Зелёно-бело-красный флаг Партии патриотов в 1832—1838 гг.

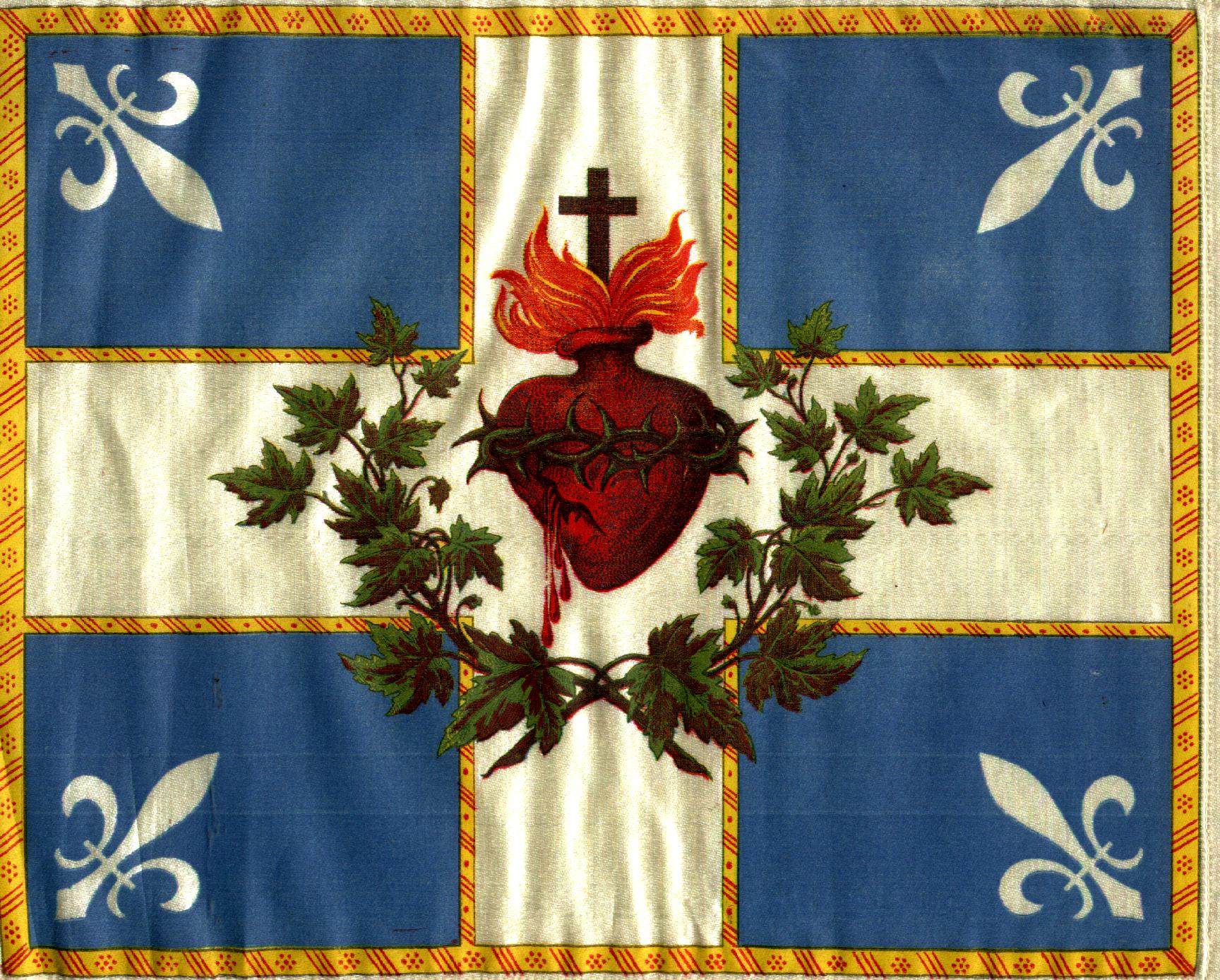
Флаг Святого сердца: использовался квебекцами в День Иоанна Крестителя с момента его создания в 1902 г. до 1948 г. На его дизайне основан современный флаг Квебека, принятый официально в 1948 г.

В Нижней Канаде празднование Дня Иоанна Крестителя стало праздником патриотов по инициативе Люджера Дюверне, издателя газеты La Minerve, позднее первого президента Общества Иоанна Крестителя. Весной 1834 г. Дюверне и другие патриоты присутствовали на Дне Святого Патрика, который справляла в Монреале ирландская диаспора, и пришли к выводу, что франкоканадцам тоже нужен свой праздник.
24 июня 1834 г. песня Жоржа-Этьена Картье «О Канада! Моя страна, моя любовь» была впервые исполнена на патриотическом банкете, на котором собралось около 60 франкофонов и англоговорящих квебекцев в Монреале в саду адвоката Джона Макдоннелла около старого Виндзорского вокзала. Произносились тосты за Нижнюю Канаду, США, Ирландию и «92 резолюции».
Через два дня газета La Minerve писала: «Этот праздник, цель которого была в том, чтобы укрепить союз канадцев, не останется без последствий. Его будут отмечать ежегодно как национальный праздник, и он непременно принесёт самые лучшие результаты» (фр. Cette fête dont le but est de cimenter l’union des Canadiens ne sera pas sans fruit. Elle sera célébrée annuellement comme fête nationale et ne pourra manquer de produire les plus heureux résultats). Празднование повторилось в 1835, 1836, и 1837 гг.
После поражения Восстания патриотов и последовавших репрессий праздник не отмечался несколько лет подряд.
В 1843 г. Дюверне основал благотворительную Ассоциацию Иоанна Крестителя с тем, чтобы отметить в том году праздник. Ассоциация была зарегистрирована в 1849 г.
Праздник поддержала Католическая церковь, и в то время он имел прежде всего религиозную окраску, хотя зажигание костров — традиционный обычай на день Иоанна Крестителя — восходил к языческому празднику летнего солнцестояния. Был проведен первый Парад Иоанна Крестителя.
24 июня 1880 г. Общество св. Иоанна Крестителя организовало собрание всех франкофонов Северной Америки по случаю первого Конгресса франко-канадцев (фр. Congrès national des Canadiens français). По этому случаю жители г. Квебек первыми услышали исполнение песни «Ô Canada» композитора Каликсы Лавалле на стихи судьи Верховного суда Квебека Адольфа-Базиля Рутье. Хотя песня была положительно встречена слушателями, в течение двух десятилетий она оставалась малоизвестной — вплоть до того времени, пока в 1901 г. не были написаны английские слова на ту же мелодию по случаю королевского визита в Канаду. В 1980 г. песня стала гимном Канады.
В 1908 г. папа римский Пий X провозгласил Иоанна Крестителя небесным покровителем франкоканадцев. В 1914—1923 гг. празддничные мероприятия не проводились. В 1925 г. день 24 июня был провозглашён официальным праздником Квебека.

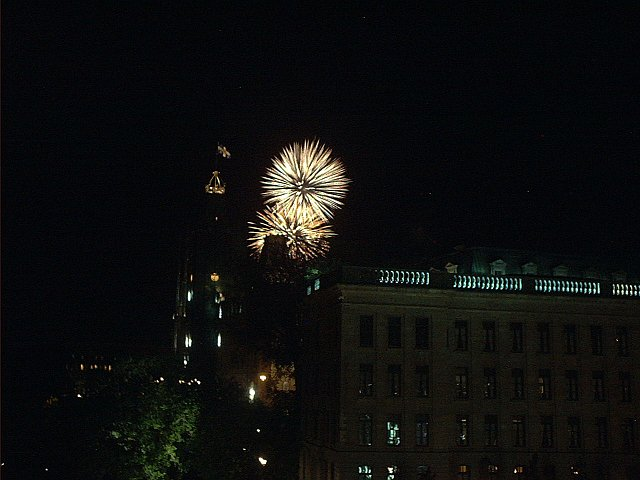
Фейерверк над зданием парламента Квебека

В настоящее время 24 июня является оплачиваемым выходным днём Квебека. В 1977 г. лейтенант-губернатор Квебека Юг Лапуант провозгласил день национальным праздником Квебека.

## Политическая окраска праздника

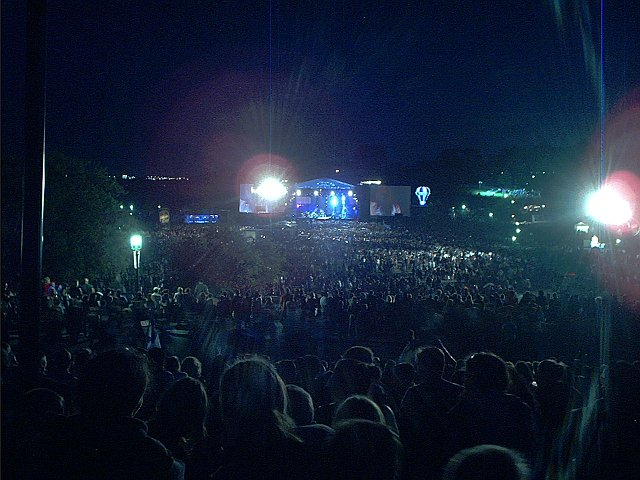
Открытый концерт в парке Бэтлфилдс на день Иоанна Крестителя.

Праздник часто использовался квебекскими сепаратистами для выражения антифедеральных настроений.
В июне 2009 г. на празднование Дня Иоанна Крестителя в Монреале были приглашены две двуязычные квебекские рок-группы, Lake of Stew и Bloodshot Bill, которые должны были исполнить песни на английском языке. Когда об этом стало известно националистам, руководитель оргкомитета праздника отменил их выступления под тем предлогом, что они были не на официальном языке Квебека, однако в результате последовавшего общественного возмущения запрет на выступления был снят. Более того, ранее уже имелись прецеденты исполнения песен на монреальском празднестве на других языках, например, на гаитянском креольском и алгонкинском.